# José Albuquerque de Araújo
Mons. José Albuquerque de Araújo (* 17. července 1968 Manaus) je brazilský římskokatolický duchovní a biskup Parintinsu.

## Život
Narodil se 17. července 1968 v Manausu.
Vstoupil do kněžského semináře. Filozofické vzdělání získal na Katolické univerzitě v Brasílii a teologické na Centro de Estudos do Comportamento Humano v Manausu. Získal licenciát z dogmatické teologie se specializací v liturgice na Papežské fakultě Nossa Senhora da Assunção v São Paulu. Dne 4. srpna 1996 byl arcibiskupem Luizem Soares Vieira vysvěcen na kněze a inkardinován do arcidiecéze Manaus. Od roku 1997 studoval školu formátorů při Asociaci Transcender.
Roku 1998 se stal farním administrátorem ve farnosti svaté Lucie v Manausu a formátorem filosofické komunity v semináři São José. O dva roky později sloužil ve farnosti Neposkvrněného Srdce Panny Marie a následně ve farnosti svatého Lazara. Roku 2006 byl jmenován prefektem studentů teologie na Instituto de Teologia Pastoral e Ensino Superior da Amazônia. Před jmenováním biskupem vykonával funkci rektora arcibiskupského semináře a profesore teologického institutu.
Dne 16. března 2016 jej papež František jmenoval pomocným biskupem arcidiecéze Manaus a titulárním biskupem z Altavy. Biskupské svěcení přijal 19. června z rukou arcibiskupa Sérgia Eduarda Castrianiho a spolusvětiteli byli arcibiskup Luiz Soares Vieira, biskup Mário Pasqualotto a biskup Mário Antônio da Silva.
Dne 21. prosince 2022 byl ustanoven biskupem Parintinsu.